# Suthep Thaugsuban

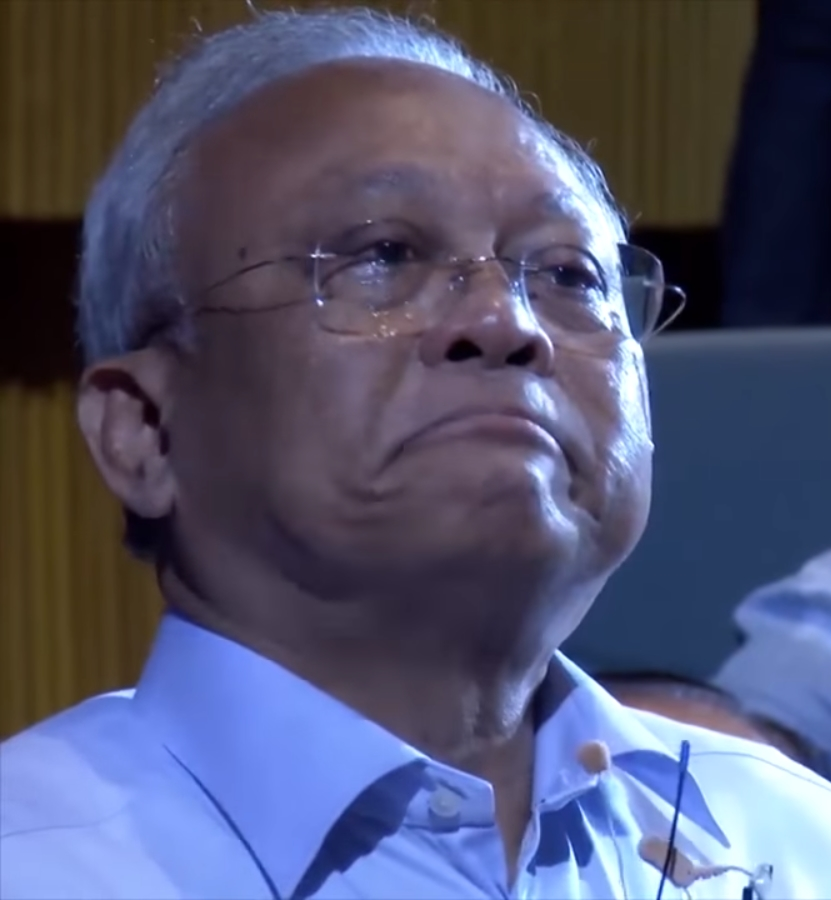
Suthep Thaugsuban

Suthep Thaugsuban (en tailandés: สุเทพ เทือกสุบรรณ; LBTR: Suthep Thueaksuban, [sù.t ʰ ê ː p t ʰ ɯ ː ak.sù.ban]) (7 de julio de 1949, Tha Sathon, Phunphin Distrito, Provincia de Surat Thani) es un político tailandés, y miembro del Parlamento de la provincia de Surat Thani. Hasta 2011, fue secretario general del Partido Demócrata y vice primer ministro bajo elmandato de Abhisit Vejjajiva.
Como parte de la Sor Por kor 4-01 (สปก. 4-01) esquema de la reforma agraria, Suthep dio títulos de propiedad a 592 parcelas en Khao Sam Liam, Kamala y las colinas de la provincia de Phuket Nakkerd a 489 agricultores. Se descubrió más tarde que los miembros de 11 familias ricas de Phuket se encuentran entre los destinatarios. Suthep se dirigió a una multitud en su distrito electoral Surat Thani un mes antes de un debate de censura y llamó a sus seguidores a marchar en Bangkok, en los cientos de miles de personas a defender su reputación.